# Ascensione di Gesù

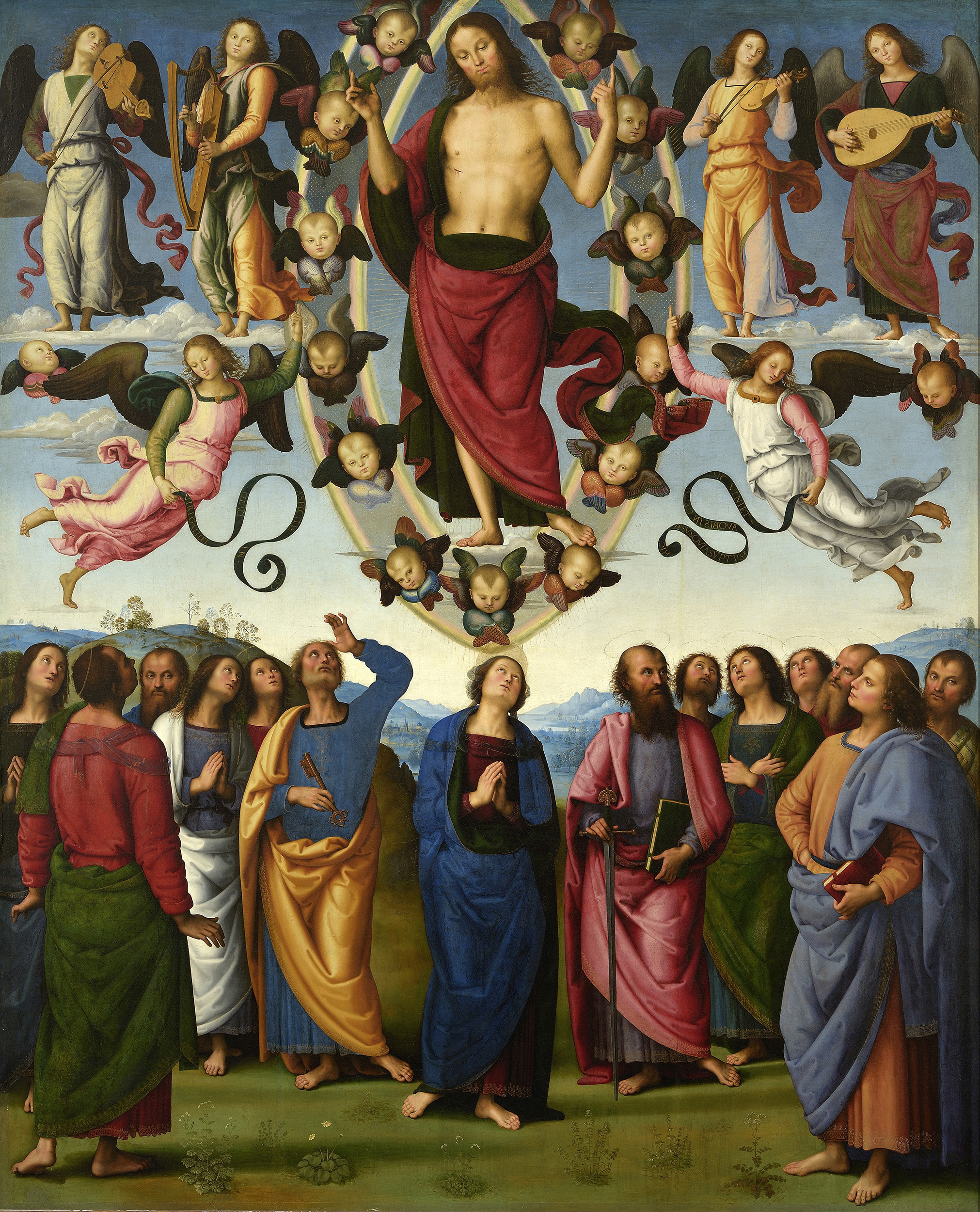
Ascensione di Cristo, di Pietro Perugino (Musée des Beaux-Arts, Lione)

L'Ascensione è l'ultimo episodio della presenza terrena di Gesù secondo le due narrazioni dell'evangelista Luca (Vangelo e Atti degli Apostoli). Esso descrive la sua definitiva salita al cielo, da cui ritornerà solo alla fine dei tempi (Parusia). Il racconto dell'Ascensione conclude le apparizioni di Gesù dopo la sua Risurrezione e rappresenta simbolicamente e proclama l'Esaltazione di Gesù Cristo risorto, cioè la sua intronizzazione alla destra del Padre, che tuttavia ebbe luogo subito dopo la sua morte.
L'Ascensione, inoltre, chiarisce il significato della risurrezione di Gesù mostrando che la risurrezione della carne non è un fenomeno temporaneo e perciò l'Ascensione esemplifica il destino di tutti i salvati. Tale destino non è un perdere la propria individualità dissolvendosi in Dio, ma è un partecipare in anima e corpo alla vita trinitaria. Il resoconto dell'Ascensione, quindi, per i cristiani "non è pura invenzione, ma nemmeno una scena dal vero".
L'Ascensione di Gesù in anima e corpo alla destra del Padre è oggetto del Credo niceno e del Credo apostolico. La festività che commemora l'Ascensione è celebrata dalla Chiesa cattolica, nell'Oriente cristiano e in diverse confessioni protestanti. Insieme a Pasqua e Pentecoste è una delle solennità più importanti. Essa è collocata liturgicamente il giovedì dopo la quinta domenica dopo la Pasqua, lasciando così un intervallo di quaranta giorni fra le due feste, in accordo con l'indicazione temporale del Libro degli Atti.

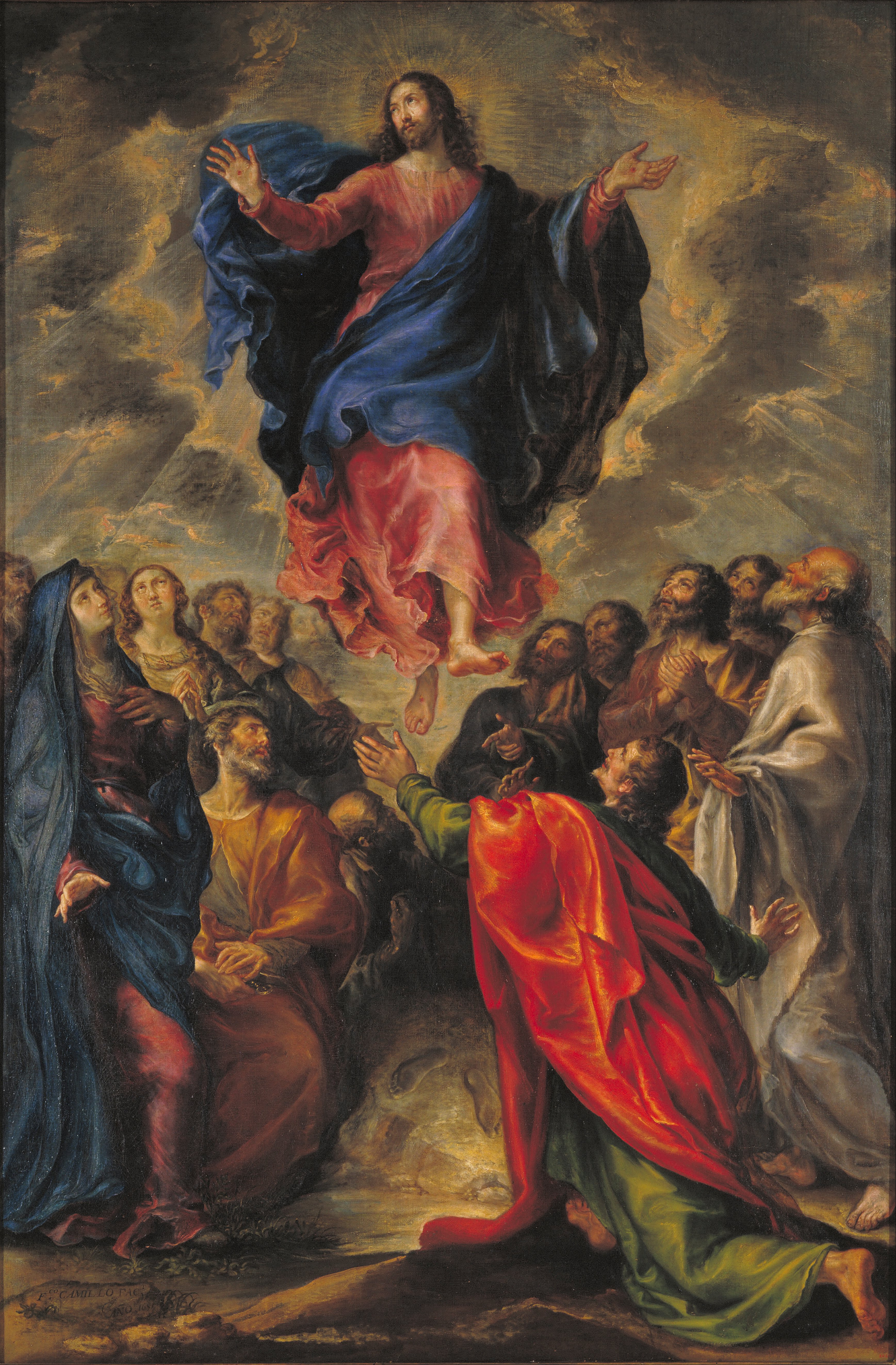
Francisco Camilo, Ascensione

## Nel Nuovo Testamento
Secondo la narrazione dell'evangelista Luca (Luca 24,51 e Atti 1,9-11), Gesù, dopo la sua Resurrezione ed essersi mostrato ripetutamente agli Apostoli, salì al cielo con il suo corpo per non comparire più sulla Terra fino alla sua Seconda venuta (detta anche "parusìa"). Le modalità di questa ascesa al cielo sono descritte soltanto nel Vangelo di Luca e negli Atti degli apostoli, un'opera attribuita anch'essa a Luca.
Una variante dell'ascensione si trova nella nota e molto dibattuta conclusione del Vangelo di Marco (Marco 16,19), inserita intorno al secolo II e che manca in molti manoscritti autorevoli, ma fa comunque parte del testo ufficiale riconosciuto come canonico dalla Chiesa Cattolica. A parte questo passo, la dipartita di Gesù dagli Apostoli è assente negli altri Vangeli e nelle lettere di Paolo.
La visione di Gesù Cristo assiso alla destra del Padre Dio (accennata nel suddetto passo di Marco) è pronunciata solamente da santo Stefano protodiacono e martire:
(Atti 7.55)
Altri riferimenti si trovano nelle parole di Pietro alla folla (Atti 2:25-28;32-36) e poi davanti al Sinedrio insieme agli Apostoli (Atti 5:26-33).

### Nelle opere lucane
Il resoconto dell'Ascensione di Gesù, pur essendo uno degli eventi centrali del cristianesimo, è riportato solo dal Vangelo secondo Luca e dagli Atti degli Apostoli.
Il Vangelo di Luca riporta:
Negli Atti si legge una cronaca più dettagliata dell'evento:
Le due narrazioni sono diverse in alcuni dettagli significativi. In particolare negli Atti, l'evento avviene 40 giorni dopo la Risurrezione per il tempo necessario a fornirne le prove agli apostoli estremamente dubbiosi, mentre il Vangelo secondo Luca sembra collocarlo il giorno stesso della Risurrezione. Questa discrepanza è sorprendente soprattutto perché entrambi i testi sono stati sempre attribuiti allo stesso autore e addirittura costituivano un unico documento, che fu diviso in due agli inizi del II secolo, probabilmente per legare il vangelo di Luca agli altri tre vangeli canonici in un solo codice: assemblando così il vangelo "quadriforme" di cui parla Ireneo di Lione.
A parte le discrepanze, discusse nel seguito, le due narrazioni di uno stesso evento al termine del vangelo e agli inizi di Atti, svolgono una funzione di collegamento secondo una prassi scribale antichissima. Se ne trova un esempio analogo nell'annuncio della liberazione degli ebrei dall'esilio babilonese posto sia al termine del Libro delle Cronache e sia all'inizio del Libro di Ezra, che ne costituisce la continuazione e sarebbe opera dello stesso autore. Già nelle cronache mesopotamiche abbiamo esempi di tavolette che si concludono con la stessa frase con cui inizia la tavoletta successiva; un espediente scribale indispensabile in tempi in cui mancava il numero di pagina dei libri moderni.

### Negli altri libri del Nuovo Testamento
Nessun altro libro del Nuovo Testamento fornisce resoconti dell'Ascensione, e gli stessi vangeli non si dilungano molto. L'attenzione teologica di questi testi, infatti, è focalizzata non sulle modalità dell'Ascensione ma sulla cosiddetta "Esaltazione di Gesù Cristo", cioè sul ruolo conseguito da Gesù dopo la sua morte in croce ed essere "salito alla destra del Padre".
Giovanni conclude il suo Vangelo con un'apparizione di Gesù in Galilea, ma parla precedentemente dell'Ascensione in maniera indiretta, riportando una testimonianza di Maria Maddalena per cui non era necessario che lei lo trattenesse perché il momento della sua Ascensione, quaranta giorni dopo, non era ancora venuto e avrebbero avuto ancora tempo:

Il Vangelo secondo Matteo non parla nemmeno indirettamente di ascensione al cielo, anche se Gesù risorto dichiara: "A me è stato dato ogni potere in cielo e sulla terra"; una frase che testimonia l'avvenuta Esaltazione di Gesù. Nel brano che conclude questo Vangelo, Gesù appare ai discepoli su un monte della Galilea dove li aveva convocati e li invia in missione nel mondo, congedandosi da loro con le parole:
Il Vangelo secondo Marco ne fa un breve accenno in un versetto della cosiddetta "Finale lunga di Marco"; una pericope che secondo la maggior parte degli studiosi non era presente nella versione originale:
La "finale lunga" del Vangelo secondo Marco non compare nei manoscritti più antichi e negli altri ci sono ben 9 versioni di diversa lunghezza (Marco 16:9-20). Essa è compresa nel testo evangelico adottato dalla chiesa, tuttavia, secondo gli studiosi - anche cristiani - sarebbe un'aggiunta successiva. Marco, infatti, focalizza il suo racconto esclusivamente sulla missione pubblica di Gesù e come trascura gli eventi precedenti il battesimo di Gesù adulto sul fiume Giordano, avrebbe trascurato anche gli eventi successivi alla sua morte e all'annuncio della sua risurrezione.
Anche nelle lettere canoniche non si descrive l'Ascensione, pur menzionando ripetutamente l'elevazione ai cieli di Gesù e le sue conseguenze. Per esempio: Efesini (4:7-13), Timoteo, 1 (3:16), Pietro, 1 (3:21-22).

## Confronto fra le due versioni lucane
Il resoconto del Vangelo di Luca e degli Atti degli apostoli differiscono nei seguenti particolari:
- Il vangelo sottolinea che Gesù mentre viene elevato al cielo benedice gli apostoli presenti e non fa alcun cenno esplicito ad uno stacco temporale di 40 giorni fra Risurrezione e Ascensione. Dopo la cena ad Emmaus e le due ore necessarie per il rientro a Gerusalemme dei due discepoli, Luca colloca un lungo incontro notturno di Gesù con gli apostoli, in cui egli li incarica di predicare il vangelo a tutti i popoli "cominciando da Gerusalemme". Segue il racconto dell'Ascensione separato solo da un "poi" e perciò verosimilmente da collocarsi nella mattina del giorno successivo, se non dopo.[22]
- Gli Atti, invece, collocano l'Ascensione 40 giorni dopo la Risurrezione, periodo in cui Gesù avrebbe dato molte prove di essere vivo e avrebbe istruito i discepoli, e non menzionano il gesto di benedizione sacerdotale.

### Indagine con il metodo storico-critico
La descrizione dell'Ascensione contiene immagini simboliche che devono essere riconosciute:
- Anzitutto il "salire" è associato al divino dal folklore universale. Per questo motivo nella Bibbia Dio viene qualificato come l'"Altissimo" (Gn 14,19) e la sua sede è sempre su una montagna. Per incontrarlo occorre "salire" (salmo 122,4 e più in generale i 15 salmi detti "delle ascensioni"). Prima di Gesù vengono elevati a Dio Enoch (Gn 5,24; Sir 44,16; Eb 11,5), Elia (2 Re 2, 11-16) e i giusti morti prematuramente (Sap 3,2-4; 4,10-11)
- La nube in cui Gesù penetra (At 1,9) è un legame fra cielo e terra, velo della dimora divina e della sua gloria o veicolo per raggiungerla. Compare nell'Esodo (da 13,21 in poi e in particolare 40,34) come nei testi apocalittici (Dn 7,13, Lc 21,27, Ap 1,7;14,14)

Avendo probabilmente in mente la storia di Elia, Vorgrimler conclude che il racconto dell'Ascensione ha "la struttura letteraria tipica delle scene di rapimento veterotestamentarie". Nella mitologia greco-romana si hanno analogamente i "rapimenti" di Ercole e di Romolo. Anche fonti cristiane, quindi, concludono che la descrizione dell'Ascensione "è un genere letterario, anche se ritrae un evento reale".
Per quanto riguarda, invece, le discrepanze fra le due versioni lucane il metodo storico-critico può solo limitarsi a constatarle Dato che i due resoconti lucani hanno probabilmente lo stesso autore, si trovavano nella stessa opera e sono presenti negli stessi manoscritti occorre o spiegare il significato delle discrepanze con un'indagine di tipo letterario o teologico (si veda la sezione successiva) o ipotizzare circostanze che giustifichino l'aggiunta di uno dei due resoconti. Sembra difficile applicare il criterio dell'amplificazione o quello della lectio brevior per scartare la versione in Atti. Risulta, invece, più facile supporre che la versione aggiunta quando l'opera lucana venne divisa in due libri separati sia quella del vangelo di Luca. L'assenza, infatti, del racconto in alcuni manoscritti del Vangelo si spiegherebbe con la difficoltà di conciliare due versioni diverse, come annotano i commentatori della Bibbia di Gerusalemme e quelli della Bibbia TOB

### Indagine con i metodi della critica letteraria ("literary criticism")
Negli ultimi decenni del secolo XX l'attenzione degli studiosi, soprattutto in Europa, si è spostata sullo studio del testo canonico della Bibbia (il cosiddetto "canonical criticism") a discapito degli studi, talvolta inconcludenti, legati all'ipotesi documentale. In questa nuova ottica il vero autore del testo biblico, di cui occorre comprendere le intenzioni, è il redattore finale, che, invece, per gli studiosi legati all'ipotesi documentale era un semplice compilatore, che si era limitato ad accostare fra loro testi pre-esistenti senza curarsi delle duplicazioni. 
Ciò ha comportato la scoperta di strutture letterarie implicite, molto diffuse, ma prima ignorate (come l'inclusione), una maggiore attenzione ai collegamenti intertestuali e l'utilizzo dei metodi sviluppati per l'analisi letteraria di opere non-bibliche, fra cui anche la narratologia.
L'analisi delle due opere lucane ha evidenziato un collegamento strutturale tra di loro molto più profondo di quello evidente costituito dalla dedica di entrambe a Teofilo e del richiamo al Vangelo fatto nell'introduzione di Atti. Nella seconda metà del XX secolo numerosi autori hanno evidenziato una struttura chiastica complessiva che impone di leggere le due opere come un singolo lavoro allo scopo di coglierne il significato globale .
Il primo indizio di una struttura comune si può leggere nello schema geografico in cui Luca ha costretto la narrazione, forse forzando la realtà storica degli eventi. Il Vangelo inizia inserendo la nascita di Gesù nel contesto del decreto con cui Augusto ordina il censimento di tutto l'impero romano, mentre gli Atti si concludono con la predicazione del vangelo di Gesù a Roma. La predicazione di Gesù inizia in Galilea (Luca 4,14), cioè fra i "gentili" (Matteo 4,12-15), e prosegue prima in Samaria e Giudea (Luca 9,51-19, 27) e quindi a Gerusalemme (Luca 19,28-23,46), mentre la predicazione della Chiesa segue il cammino inverso iniziando a Gerusalemme (Atti 2-7), proseguendo in Giudea e Samaria (Atti 8-11) e concludendosi nel mondo pagano (Atti 12 e poi 13-28). Questa sequenza di eventi viene sottolineata da Luca all'inizio di Atti tramite il comando di Gesù agli Apostoli di essergli testimoni "a Gerusalemme, in tutta la Giudea e Samaria e fino ai confini della terra" (Atti, 1,8); un comando già anticipato al termine del Vangelo (Lc 24,47).  Vangelo e Atti, quindi, formano un dittico fondato sul parallelismo fra la predicazione di Gesù e quella della Chiesa nascente ed evocato tramite la struttura chiastica dei dettagli geografici.
Il centro letterario del racconto complessivo non è la Passione e Risurrezione di Gesù, ma la sua Ascensione, che viene opportunamente raccontata due volte: al termine del Vangelo e all'inizio di Atti con dettagli diversi per suggerire messaggi diversi.
Il significato teologico dell'Ascensione è indicato da Luca tramite il confronto fra inizio e termine del Vangelo. All'inizio, infatti Luca ricorda simbolicamente un atto del culto ebraico, che non può essere portato a termine: Zaccaria esce dal Tempio ma è muto e non può benedire il popolo alzando le mani, come previsto dal culto ebraico (Luca, 1,20-22); nell'Ascensione, invece, Gesù si manifesta come il vero Sommo Sacerdote che sale al cielo impartendo alla Chiesa nascente la benedizione sacerdotale con le mani alzate. Il finale del Vangelo, quindi, allude con chiarezza alla teologia, dettagliata nel settimo capitolo della Lettera agli Ebrei, secondo cui il sacerdozio di Cristo è superiore a quello Levitico e all'assistenza che dal cielo Gesù continuerà a fornire alla Chiesa (cfr. Esaltazione di Gesù Cristo).
Il parallelismo fra predicazione di Gesù e predicazione della Chiesa può essere riscontrato sin dalle prime pagine dei due libri: Gesù, dopo aver ricevuto lo Spirito Santo (Luca 3,21-22), si prepara alla sua missione con 40 giorni di preghiera nel deserto; la Chiesa viene preparata alla sua missione da Gesù durante i 40 giorni che precedono l'Ascensione e con la successiva discesa dello Spirito Santo a Pentecoste.
Queste considerazioni approfondiscono e chiariscono quanto asserito nella Bibbia TOB: "In At 1,6-11, Luca dà un altro racconto dell'ascensione" che deve essere visto come «ecclesiale», ovvero come l'annuncio dell'inizio della predicazione della Chiesa, diversamente da quello del Vangelo secondo Luca che è «dossologico» e riguarda l'esaltazione di Gesù il giorno stesso della risurrezione.

### Altre interpretazioni
Alcuni studiosi spiegano la discordanza sull'indicazione del tempo dell’Ascensione negli scritti lucani ipotizzando che, al momento della redazione del vangelo che porta il suo nome, Luca non fosse a conoscenza dei racconti su altre apparizioni di Gesù, in particolare quelle in Galilea riferite dai vangeli di Matteo e Giovanni. Venutone a conoscenza al momento della redazione degli Atti degli Apostoli, Luca avrebbe spostato il momento dell'Ascensione per lasciare spazio anche alle altre tradizioni.
Quest’ipotesi non trova però il favore della maggioranza degli studiosi, che ritengono che Luca abbia agito spinto da motivazioni teologiche. Va, infatti, corretta l’idea, derivata da un'interpretazione semplificata degli Atti, secondo cui Gesù abbia trascorso quaranta giorni sulla Terra prima di salire al Cielo: Egli era già presso Dio e da lì si è manifestato per un certo periodo ai suoi discepoli per completare la sua predicazione e la loro formazione. La durata di quaranta giorni per le apparizioni post-pasquali è probabilmente simbolica, dato che nella Bibbia il numero quaranta è carico di simbolismi.
L'Ascensione, quindi, non va intesa come il primo ingresso di Gesù risorto nella gloria ma come la sua ultima apparizione ai discepoli, in cui si congeda definitivamente da loro lasciando spazio alla successiva manifestazione dello Spirito Santo. Secondo la Bibbia delle edizioni Paoline, per esempio: "Gesù era già salito al Padre in anima e corpo sin dalla risurrezione, Lc 24,51. cf Gv 20,17; la scena dell'ascensione, 40 giorni dopo, significa che le apparizioni di Gesù e la sua rivelazione ai discepoli sono terminate". In altre parole dal punto di vista di Gesù, presentato nel Vangelo, la Resurrezione e l'Ascensione fanno parte dello stesso evento, perché il Risorto è già nella gloria di Dio; dal punto di vista degli apostoli, presentato negli Atti, il discorso è diverso, perché prima di iniziare la predicazione del vangelo essi dovranno maturare l'evento pasquale. Per i discepoli di Gesù, l'Ascensione è una tappa verso la Pentecoste, che concluderà il loro periodo di preparazione.

## Altre considerazioni teologiche
Sulle modalità e il significato dell'ascensione di Gesù sono state elaborate molte considerazioni teologiche, tutte in un certo senso dipendenti dall'osservazione, fatta più sopra, che la descrizione dell'Ascensione rispecchia più un genere letterario che un resoconto di tipo storico. L'idea risale a David Friedrich Strauß, secondo cui l'Ascensione esprimerebbe in forma mitologica la fede dei primi cristiani nell'Esaltazione di Gesù Cristo basata sulle profezie dell'Antico Testamento e in particolare sul cap. 7 del Libro di Daniele. Anche Rudolf Bultmann sostenne che il racconto dell'Ascensione è condizionato dalla visione mitologica dell'epoca di Gesù, che vedeva il mondo diviso in tre piani: al centro la Terra, al di sopra il cielo e al di sotto gli inferi. Oggi il cielo nel senso antico, come un luogo sopra di noi, in cui vive Dio, non esiste più, pertanto il racconto dell'Ascensione non si può più prendere alla lettera come se fosse una descrizione storica. 
Alcuni autori ritengono che Luca non abbia inventato il racconto ma si sia rifatto ad una tradizione più antica, che ricordava il congedo definitivo di Gesù, dopo la risurrezione, dai suoi discepoli riuniti tutti nello stesso luogo. Nell'elaborazione del racconto, l'evangelista si sarebbe ispirato al modello biblico dell'assunzione in cielo di alcuni personaggi dell'Antico Testamento, inserendovi le proprie tematiche teologiche. Altri autori pensano invece che, anche se vi fosse stata una tradizione pre-lucana sull'Ascensione, la sua storicità non sarebbe comunque certa. Karl Rahner e Jürgen Moltmann ritengono che gli apostoli non abbiano assistito ad un'ascensione avvenuta in senso fisico, ma avrebbero semplicemente preso coscienza che Gesù, terminata la sua missione, era accanto a Dio. Secondo Robert Funk, il racconto dell'Ascensione riferito da Luca sarebbe stato inventato in età apostolica per mettere fine alle crescenti affermazioni di apparizioni di Gesù all'interno delle comunità cristiane.
Per il cristianesimo, l'Ascensione è un avvenimento storico e trascendente e rappresenta il compimento definitivo della missione di Gesù, che si congeda dai discepoli e si sottrae al loro sguardo. Con l'Ascensione, Gesù non se ne va semplicemente da questo mondo per tornare alla fine dei tempi, ma viene esaltato e glorificato. Papa Leone I affermava che avendo preservato anche il corpo, Gesù abbia "dimostrato" la sua natura sia umana che divina.
Per Joseph Ratzinger, l'Ascensione conclude il periodo delle apparizioni di Gesù dopo la risurrezione. Nel vangelo di Luca, Gesù si stacca dai suoi discepoli mentre li benedice: il gesto significa che Egli, andandosene, apre il mondo a Dio. Nell'occasione, Gesù non compie fisicamente un viaggio verso una zona lontana del cosmo, ma entra nella piena comunione con Dio. Anche se non è più fisicamente visibile, Gesù rimane comunque presente nel mondo in modo nuovo, grazie al potere di Dio che supera le limitazioni della spazialità; i discepoli ne sono consapevoli ed è per questo che non si rattristano, ma sono pieni di gioia.
Per Hans Küng, l'Ascensione di Gesù non va intesa come un viaggio attraverso lo spazio, ma come uno scomparire dalla Terra. Nella comunità cristiana più antica non sarebbe esistita la tradizione di un'ascensione visibile di Gesù avvenuta davanti ai discepoli: il Vangelo di Marco accenna all'Ascensione, ma non racconta come avvenne. Il vangelo di Luca fa un accenno all'Ascensione come elevazione di Gesù, ma il racconto dettagliato dell'evento si trova negli Atti degli Apostoli, redatti dopo i Vangeli sinottici. Secondo Küng, con il racconto degli Atti Luca non voleva solo dare concretezza all'idea dell'elevazione di Gesù, ma il suo scopo principale era quello di correggere l'aspettativa di un suo imminente ritorno sulla Terra. Con il suo allontanamento dal mondo, Gesù ha delegato l'annuncio ai discepoli e posto le premesse per la discesa dello Spirito Santo: comincia la missione della Chiesa, che durerà fino alla fine dei tempi, quando Gesù ritornerà in maniera visibile. Con la conclusione del racconto, Luca intende dire che i seguaci di Gesù non devono stare a guardare il cielo, ma devono testimoniare Gesù nel mondo.
Per il cardinale Gianfranco Ravasi l'Ascensione non va interpretata in senso materialistico, ma in senso principalmente teologico. La risurrezione, con le conseguenti apparizioni ai discepoli, stabilisce la continuità tra il Gesù storico e il Cristo risorto, mentre l'Ascensione celebra la gloria del Risorto: Gesù conclude il suo percorso storico e viene esaltato, rientrando nel mondo divino a cui apparteneva come Figlio di Dio.
Per il teologo Roger Haight, la risurrezione e l’ascensione sono due aspetti della stessa realtà. Quel Gesù che era stato ucciso non è rimasto vittima del potere della morte: Dio lo ha vivificato, ma lo ha anche esaltato. Gesù si manifesta ai discepoli per comunicare di essere vivo e poi le apparizioni si interrompono definitivamente, perché la glorificazione di Gesù è un mistero insondabile. Si tratta di una realtà trascendente, che è oggetto di fede: le rappresentazioni sensibili di questa realtà elaborate dagli evangelisti sono da considerarsi essenzialmente come veicoli simbolici.

## Tempo
Il Vangelo di Marco non fornisce indicazioni temporali sull'evento dell'Ascensione. Gli Atti degli Apostoli, separano cronologicamente la risurrezione dall'ascensione al cielo, ponendo quest'ultima 40 giorni dopo la prima. 
Il Vangelo secondo Luca - a differenza degli Atti degli Apostoli - pone invece l'Ascensione il giorno stesso della Risurrezione. Gli studiosi dell'École biblique et archéologique française, i curatori della cattolica Bibbia di Gerusalemme, commentando Lc24,44-51, evidenziano che "Poi: tutto sembra accadere lo stesso giorno, quello della risurrezione. At1,1-8 suppone invece un periodo di quaranta giorni". Gli esegeti del cattolico "Nuovo Grande Commentario Biblico" sottolineano "le evidenti contraddizioni di date dell'ascensione" tra gli unici due resoconti neotestamentari (Lc24,1-52 e At1,3-12) e come anche in Mt28,17 "Non si fa menzione di una ascensione perché questa ha coinciso con la risurrezione". In merito a tali resoconti, anche gli esegeti curatori della Bibbia TOB sottolineano come "At1,3-11 [...] colloca questo evento quaranta giorni più tardi", mentre il Vangelo di Luca pone l'ascensione il giorno stesso della risurrezione; la spiegazione che viene data da tali esegeti è, quindi, di tipo non storico ma teologico: "In At1,6-11, Luca dà un altro racconto dell'ascensione" che deve essere visto come «ecclesiale», ovvero come l'annuncio dell'inizio della predicazione della Chiesa, diversamente da quello del Vangelo secondo Luca che è «dossologico» e riguarda l'esaltazione di Gesù il giorno stesso della risurrezione. I curatori della Bibbia edizioni Paoline spiegano anch'essi teologicamente la discrepanza:"Gesù era già salito al Padre in anima e corpo sin dalla risurrezione, Lc24,51. cf Gv20,17: la scena dell'ascensione, 40 giorni dopo, significa che le apparizioni di Gesù e la sua rivelazione ai discepoli sono terminate". A tale riguardo, si veda anche l'approfondimento alla sezione "Analisi teologica".
In merito alla menzione dell'ascensione nel Vangelo secondo Luca (Lc24,51) - ascensione posta il giorno stesso della risurrezione nel passo evangelico lucano, in contrapposizione con il passo degli Atti (At1,3-11) che la pone quaranta giorni dopo - l'interconfessionale Bibbia TOB evidenzia che "questa menzione dell'ascensione manca in alcuni antichi testimoni [manoscritti dei copisti], senza dubbio a causa della difficoltà che si trova a conciliarla con At1,3-11 (dove Lc colloca questo evento quaranta giorni più tardi)"; anche gli esegeti dell'École biblique et archéologique française curatori della Bibbia di Gerusalemme sottolineano come tale passo evangelico sia "omesso da D ed altri [manoscritti]. Questa omissione vuole evitare un'ascensione il giorno stesso della risurrezione, che sembrava contraddire quella di At1,2.3.9, quaranta giorni più tardi".
Alcuni studiosi spiegano la discordanza sull'indicazione del tempo dell'Ascensione negli scritti lucani ipotizzando che, al momento della redazione del vangelo che porta il suo nome, Luca non fosse a conoscenza dei racconti su altre apparizioni di Gesù, in particolare quelle in Galilea riferite dai vangeli di Matteo e Giovanni. Venutone a conoscenza al momento della redazione degli Atti degli Apostoli, Luca avrebbe spostato il momento dell'Ascensione per lasciare spazio anche alle altre tradizioni. Quest’ipotesi non trova però il favore della maggioranza degli studiosi, che ritengono che Luca abbia agito spinto da motivazioni teologiche..
Altri studiosi sostengono invece che il vangelo di Luca e gli Atti degli apostoli costituivano inizialmente un unico libro; la conclusione del vangelo lucano, con la descrizione dell’Ascensione, sarebbe stata aggiunta posteriormente, quando i due libri vennero separati. Per approfondimento, si veda la sezione "Confronto fra le due versioni lucane".
Atti e Vangelo di Luca concordano almeno sull'ordine degli eventi: prima l'Ascensione, poi il dono dello Spirito Santo agli apostoli, promesso da Gesù. In accordo con Atti, Luca 24:44-50 riferisce le parole di Gesù che anticipano la discesa dello Spirito Santo il giorno di Pentecoste, dopo la sua Ascensione al cielo. 

La parola greca δύναμιν (trasl. dynamin, al v. 48) è identificata con lo Spirito Santo Dio.

## Luogo dell'Ascensione e del culto a Gerusalemme

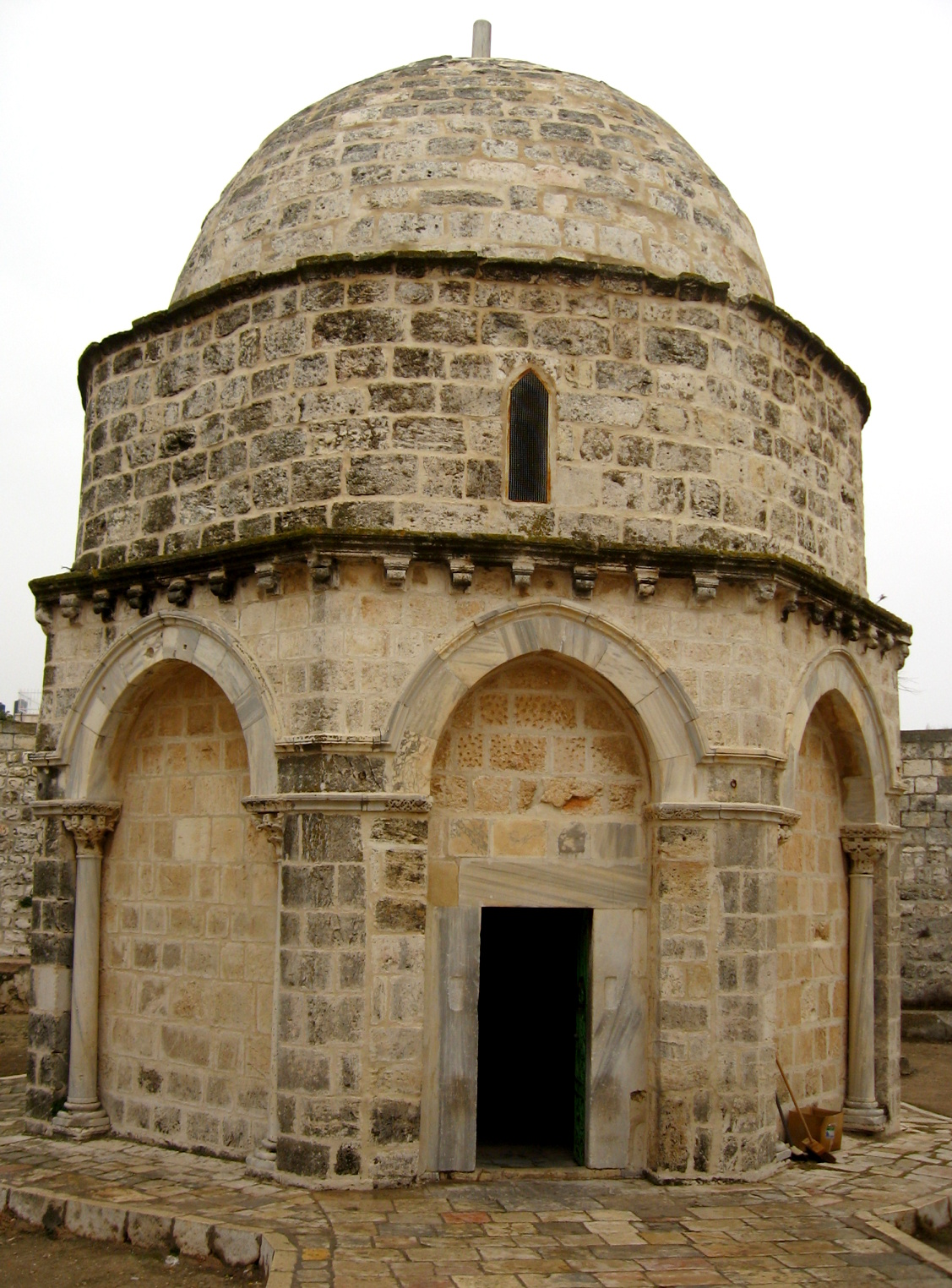
Edicola dell'Ascensione

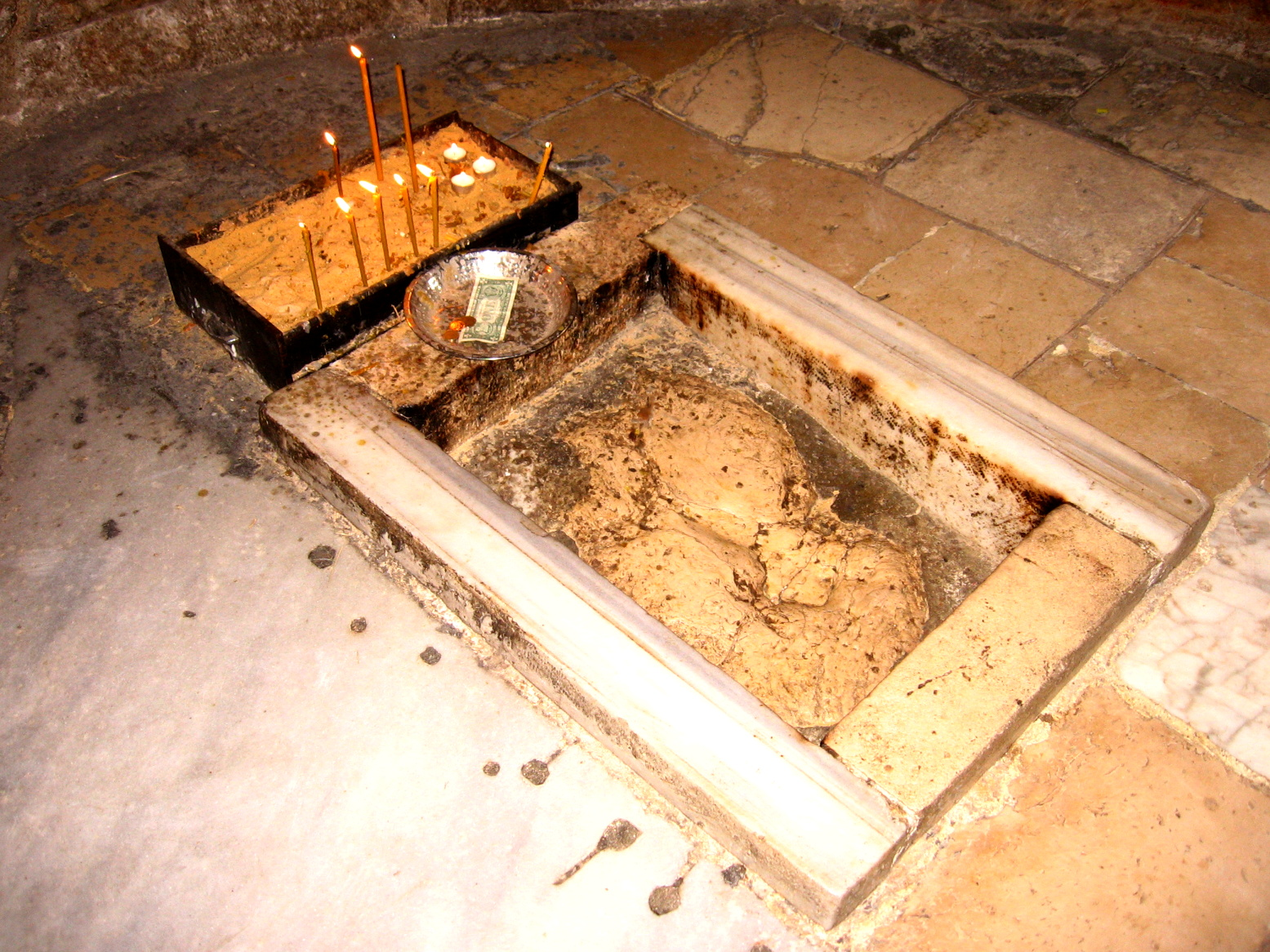
Roccia dell'Ascensione all'interno dell'edicola.

Negli scritti del Nuovo Testamento l'evento dell'Ascensione è collocato nei pressi di Gerusalemme. Se i vangeli di Matteo e Giovanni non trattano dell'Ascensione e il Vangelo di Marco la nomina senza fornire informazioni sul luogo, più dettagliato è il resoconto del Vangelo di Luca che specifica che Gesù, dopo essere apparso ai discepoli a Gerusalemme, prima di ascendere al cielo li condusse sulla strada verso Betania di Giudea. Più chiari ancora gli Atti, che nominano esplicitamente il monte degli ulivi, poiché dopo l'ascensione i discepoli
La tradizione ha consacrato questo luogo come il Monte dell'Ascensione.
I primi cristiani ricordavano l'Ascensione riunendosi in una grotta che si trova nei pressi, probabilmente per paura delle persecuzioni.
Dopo l'editto di Constantino, la prima chiesa fu costruita in quel luogo (ca. nel 390) da Poimenia, una devota romana. L'attribuzione di questa chiesa iniziale, è tuttavia non univoca. Secondo gli scritti di Eusebio, essa risalirebbe al 333, quando essa fu fatta costruire da Costantino I su desiderio della madre, Elena. La basilica, detta Eleona Basilica, deve il suo nome alla parola eleon che in greco significa olivo, ma ricorda anche il suono di eleison, "pietà, misericordia". Tale basilica fu distrutta dai Sasanidi nel 614 guidati da Cosroe II, come il Santo Sepolcro, mentre fu risparmiata la Basilica della Natività di Betlemme, per le raffigurazioni che ritraevano i Magi (persiani). Fu ricostruita nell'VIII secolo, e distrutta nuovamente, per essere poi ricostruita dai crociati. La basilica fu successivamente distrutta dai musulmani, che lasciarono in piedi solo l'edicola ottagonale ancora presente.
L'edicola era stata costruita dai Crociati come protezione cultuale della roccia, su cui la tradizione riconosceva e venerava l'orma del piede destro di Gesù, lasciata nel momento in cui era asceso al cielo. L'edificio fu comprato da due emissari del Saladino nel 1198 e da allora è rimasto di proprietà del waqf islamico di Gerusalemme. Grazie all'aggiunta del tetto, di cui era privo, venne convertito in una moschea, anche se non è usato per il culto a causa dei molti pellegrini cristiani.
Come segno di buona volontà, nel 1200 il Saladino ordinò la costruzione di una seconda moschea e di un miḥrāb nei pressi della basilica, in modo da consentire la visita dei pellegrini cristiani alla roccia dell'Ascensione. Gli scavi di p. Corbo ofm nel 1959 dimostrarono che il livello della memoria originale resta 8 metri più in basso. Ancora oggi la basilica è controllata dai musulmani e visitabile dietro pagamento di una cifra simbolica (meno di 10 NIS).
Il convento ortodosso dell'Ascensione è presente sulla cima del monte degli ulivi.

## La festività cristiana

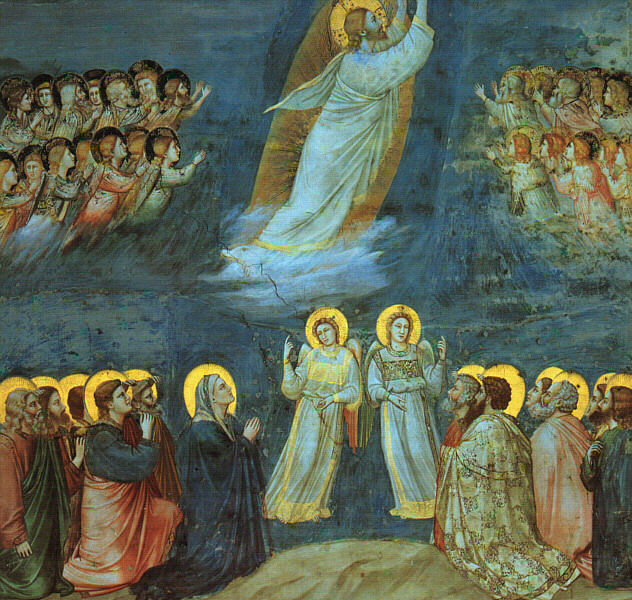
Giotto, Ascensione di Gesù, Cappella degli Scrovegni, Padova

La festività dell'Ascensione è molto antica e viene attestata a partire dal IV secolo: Agostino la descrive come solennità diffusa già al suo tempo. A partire dal IV secolo iniziò ad essere celebrata in un giorno distinto dalla Pasqua. Negli scritti di Giovanni Crisostomo e Gregorio di Nissa l'Ascensione è talora citata; il Simbolo niceno-costantinopolitano ricorda tale episodio della vita di Gesù.
Nel testo Peregrinatio Aetheriae si parla della vigilia e della festa dell'Ascensione celebrata nella grotta di Betlemme, dove secondo la tradizione Gesù sarebbe nato.
Durante il Concilio di Elvira (ca. 300-313) fu discussa la data in cui celebrare l'Ascensione, e fu deciso che non andasse commemorata né nel giorno di Pasqua, né in quello di Pentecoste. Poiché infatti secondo il racconto degli Atti degli Apostoli, l'ascensione di Gesù è avvenuta 40 giorni dopo la Pasqua, ogni anno i cristiani celebrano la festività dell'Ascensione generalmente in tale data. Poiché la Pasqua è una festa mobile, nel senso che la sua data varia di anno in anno, di conseguenza anche la data della festività dell'Ascensione varia.

### La festività cattolica
In latino, l'Ascensione è detta Ascensio che significa salita.
Diverse sono le tradizioni legate alla liturgia di questa festa, cui le processioni dell'Ascensione, con torce e stendardi raffiguranti Cristo risorto.
In particolare, nel Salento sono diffuse molte tradizioni popolari che hanno forti legami con le principali simbologie cristiane. Fra queste, la più diffusa è quella di far preparare ai bambini un piccolo catino di acqua che la sera prima della festa viene posto sui davanzali delle finestre e viene adornato con petali di rose e foglie di menta. La mattina della solennità è uso lavarsi la faccia e benedirsi con tale acqua.

#### Data della celebrazione
Per la Chiesa cattolica e le Chiese protestanti, la solennità dell'Ascensione si colloca 40 giorni dopo la Pasqua, cioè il giovedì della sesta settimana del Tempo pasquale, ovvero quello precedente alla VII domenica di Pasqua. A seconda della data della Pasqua, la solennità dell'Ascensione può cadere tra il 30 aprile e il 3 giugno.
Tra i paesi in cui tale giorno è considerato festività nazionale ci sono:
Austria, Belgio, Danimarca, Finlandia, Francia, Germania, Islanda, Indonesia, Lussemburgo, Norvegia, Paesi Bassi, Svezia e Svizzera. Dove non è festa di precetto, il rito romano prevede che la solennità sia spostata alla domenica seguente.
In Italia la festività civile venne soppressa nel 1977. Sono stati presentati già da decenni alcuni disegni di legge alla Camera e al Senato per il ripristino delle festivitá soppresse in Italia. Ascensione Nostro Signore, Corpus Domini, San Giuseppe (19 marzo) e SS.Pietro e Paolo (29 giugno). Disegno di legge - Atto Camera n. 352 del 14.10.2022 e assegnato alla 1ª Commissione Permanente Affari Costizuzionali il 08.03.2023. È una questione tra Italia e Santa Sede.

### La festività ortodossa
Nella Chiesa ortodossa l'Ascensione è una delle 12 grandi feste. La data della celebrazione è stabilita a partire dalla data della Pasqua nel calendario ortodosso.
Essa è conosciuta sia con termine greco Analepsis (salire su) sia con Episozomene ("salvezza"). Quest'ultimo termine sottolinea che Gesù salendo al cielo ha completato l'opera della redenzione.
Questa solennità è celebrata con una vigilia di tutta la notte, una celebrazione in cui vengono recitati i Vespri, il Mattutino e la Prima. Il giorno che precede l'Ascensione è l'ultimo giorno della festa di Pasqua.
Il giovedì dell'Ascensione, la chiesa ortodossa commemora anche i santi martiri di Persia (XVII-XVII secolo)
Un periodo di celebrazioni di otto giorni segue l'Ascensione. La domenica che segue l'Ascensione è detta dei Padri della Chiesa del primo concilio ecumenenico di Nicea. Questo concilio formulò il credo che afferma:
 Il periodo di celebrazioni termina il venerdì prima di Pentecoste. Il giorno successivo è il sabato della commemorazione dei defunti.

### La festività protestante
Nelle chiese luterane l'Ascensione è una delle festività maggiori del calendario dei santi. Culti regolari si tengono nelle chiese evangeliche riformate. Le chiese metodiste, come molte altre denominazioni evangeliche (Battisti, Pentecostali, Valdesi, ecc.) spostano la celebrazione della festività dal giovedì alla domenica successiva in quelle nazioni dove la festività non è inserita nel calendario civile.